# ラズベリーフィールドの魔女
『ラズベリーフィールドの魔女』（ラズベリーフィールドのまじょ）は、宮城とおこによる日本の漫画。『ドラゴンエイジピュア』（富士見書房発行・角川グループパブリッシング発売）にてvol.7（2007年12月号）からvol.12（2008年10月号）まで、後本誌休刊となり『月刊ドラゴンエイジ』（同）へ移籍した。そして2009年5月号から2009年7月号まで連載された。全2巻。

## あらすじ
全寮制の女学院に通う、アリス。彼女はある日の真夜中に秘密を糧に生きる“悪魔”という少年に出会う。その彼とうっかり契約して“魔女”となってしまったアリスは主人となった少年のために人の秘密を集めることになる。

## 登場人物
アリス=ローズ
本作の主人公。レーンフィールド女学院に通う少女。ごく普通の人間だったが、ひょんなことからロードと出会い魔女になる。
ロード
悪魔の少年。小柄で可愛らしいが、意地悪で尊大。人の秘密が魔力の源で、アリスは彼のために周囲の秘密を集める日々を送っている。